# Bogno
Bogno  är en ort i norra delen av kommunen Lugano i kantonen Ticino, Schweiz. 
Bogno var tidigare en självständig kommun, men 14 april 2013 blev Bogno en del av Lugano. 